# Episodi de I Simpson (ventottesima stagione)
La ventottesima stagione de I Simpson è andata in onda negli Stati Uniti d'America dal 25 settembre 2016 al 21 maggio 2017 su Fox.
In Italia viene trasmessa dal 9 ottobre al 6 novembre 2017 su Italia 1. L'episodio 4, il 600º della serie, è stato trasmesso il 31 ottobre 2017 in occasione di Halloween, mentre l'episodio 10 è stato trasmesso il 22 dicembre 2017 nello speciale di Natale.
| N° | Codice di produzione | Titolo italiano                 | Titolo originale             | Prima TV USA      | Prima TV Italia  |
| -- | -------------------- | ------------------------------- | ---------------------------- | ----------------- | ---------------- |
| 1  | VABF20               | Il circo fugante di Monty Burns | Monty Burns' Fleeing Circus  | 25 settembre 2016 | 9 ottobre 2017   |
| 2  | VABF18               | Familiari e amici               | Friends and Family           | 2 ottobre 2016    | 10 ottobre 2017  |
| 3  | VABF17               | La città                        | The Town                     | 9 ottobre 2016    | 11 ottobre 2017  |
| 4  | VABF16               | La paura fa novanta XXVII       | Treehouse of Horror XXVII    | 16 ottobre 2016   | 31 ottobre 2017  |
| 5  | VABF21               | Fidati, ma chiarisci            | Trust But Clarify            | 23 ottobre 2016   | 12 ottobre 2017  |
| 6  | VABF22               | Se sono amici fioriranno        | There Will Be Bud            | 6 novembre 2016   | 13 ottobre 2017  |
| 7  | VABF19               | Folle weekend a L'Avana         | Havana Wild Weekend          | 13 novembre 2016  | 16 ottobre 2017  |
| 8  | WABF01               | A.A.A. Cercasi papà             | Dad Behavior                 | 20 novembre 2016  | 17 ottobre 2017  |
| 9  | WABF03               | L'ultimo eroe                   | The Last Traction Hero       | 4 dicembre 2016   | 18 ottobre 2017  |
| 10 | WABF02               | Merry Krustmas                  | The Nightmare After Krustmas | 11 dicembre 2016  | 22 dicembre 2017 |
| 11 | WABF06               | Un maiale per amico             | Pork and Burns               | 8 gennaio 2017    | 19 ottobre 2017  |
| 12 | WABF04               | Il grande Grassby - 1ª Parte    | The Great Phatsby - Part 1   | 15 gennaio 2017   | 20 ottobre 2017  |
| 13 | WABF05               | Il grande Grassby - 2ª Parte    | The Great Phatsby - Part 2   | 15 gennaio 2017   | 23 ottobre 2017  |
| 14 | WABF07               | Panzcarraldo                    | Fatzcarraldo                 | 12 febbraio 2017  | 24 ottobre 2017  |
| 15 | WABF08               | Scacco matto                    | The Cad and the Hat          | 19 febbraio 2017  | 25 ottobre 2017  |
| 16 | WABF09               | Kampeggio Krusty II             | Kamp Krustier                | 26 febbraio 2017  | 26 ottobre 2017  |
| 17 | WABF10               | 22 per 30                       | 22 for 30                    | 12 marzo 2017     | 27 ottobre 2017  |
| 18 | WABF11               | L’orologio di un padre          | A Father's Watch             | 19 marzo 2017     | 30 ottobre 2017  |
| 19 | WABF12               | Professor Homer                 | Caper Chase                  | 2 aprile 2017     | 1 novembre 2017  |
| 20 | WABF13               | Cercasi Mr. Goodbart            | Looking for Mr. Goodbart     | 30 aprile 2017    | 2 novembre 2017  |
| 21 | WABF14               | Boho House                      | Moho House                   | 7 maggio 2017     | 3 novembre 2017  |
| 22 | WABF15               | Una città da cane               | Dogtown                      | 21 maggio 2017    | 6 novembre 2017  |

## Il circo fugante di Monty Burns
- Sceneggiatura: Tom Gammill, Max Pross
- Regia: Matthew Nastuk
- Messa in onda originale: 25 settembre 2016
- Messa in onda italiana: 9 ottobre 2017

Quando il negozio di ciambelle Lard Lad decide di rinnovare la sua celebre mascotte sostituendola con una in metallo cromato, l'intera città di Springfield finisce distrutta dagli incendi scaturiti dai riflessi del sole sulla nuova statua. Poiché il Sindaco Quimby è troppo inetto per provvedere alla ricostruzione della città, i Simpson si rivolgono al Signor Burns nella speranza di ottenere i fondi necessari per le riparazioni. L'anziano miliardario accetta di finanziare la ricostruzione del teatro all'aperto cittadino, lo Springfield Bowl, ma impone una condizione: i cittadini dovranno partecipare a uno spettacolo di varietà da lui stesso organizzato. Nel frattempo, i dipendenti della centrale nucleare, lasciati senza la rigida supervisione di Burns e Smithers si danno ai festeggiamenti e trascorrono le giornate senza occuparsi del proprio lavoro e della sicurezza dell'impianto.
- Guest stars:  Amy Schumer (Madre del Signor Burns)
- Gag del divano:  La gag del divano ripropone in chiave pariodica la sigla della serie Adventure Time, con Bart ed Homer che ricoprono i ruoli di Finn e Jake[3].
- Frase alla lavagna:  "QUESTO BRACCIO HA BISOGNO DELLA CHIRURGIA DI TOMMY JOHN"

## Familiari e amici
- Sceneggiatura: J. Stewart Burns
- Regia: Lance Kramer
- Messa in onda originale: 2 ottobre 2016
- Messa in onda italiana: 10 ottobre 2017

Il Signor Burns decide di assumere tutti i componenti della famiglia Simpson, tranne Homer, per un gioco virtuale fondato sul tema della famiglia. Frattanto Papà Simpson, per non sentirsi solo, inizia a frequentare una vicina di nome Julia, la quale mangia, beve e si comporta come lui. In questo episodio Maggie pronuncia qualche parola durante una lite familiare.
- Guest stars:  Allison Janney (Julia)
- Gag del divano:  I Simpson sono delle applicazioni di un IPad che vengono spostate e trascinate da una mano in una casella di testo. Tuttavia Homer è l'unico che riesce a resistere ai comandi del touchscreen per via della sua mole, che gli impedisce di muoversi. Alla fine, dopo molti tentativi falliti di spostarlo, la mano prende un martello e picchia Homer facendolo svenire.
- Frase alla lavagna: " NON PERDERÒ PIÙ IL 50% DI AUDIENCE DEL CAMPIONATO DI FOOTBALL"

## La città
- Sceneggiatura: Dave King
- Regia: Rob Oliver
- Messa in onda originale: 9 ottobre 2016
- Messa in onda italiana: 11 ottobre 2017

Homer scopre che Bart è tifoso della squadra di football americano di Boston (ispirata ai New England Patriots), la quale ha sconfitto gli Springfield Atoms con un risultato controverso nell'ultima partita disputata. Per convincere Bart a tifare per la squadra di Springfield e dimostrargli quanto Boston sia in un posto terribile rispetto alla loro città natale, Homer decide di portare la famiglia in vacanza nella metropoli per alcuni giorni. In breve però, Homer e il resto della famiglia si rendono conto di come Boston sia in realtà un luogo gradevole ben più vivibile e organizzato di Springfield. Così, i Simpson decidono di trasferirsi in città, dove ognuno riesce a trovare il proprio spazio: Lisa può finalmente vivere in posto ricco di storia e di cultura, Homer è affascinato dalla versione locale rivisitata del bowling e Marge è felice per aver finalmente dato una nuova possibilità al futuro della famiglia. L'unico a rimanere insoddisfatto è Bart, che tanto in città quanto nella sua nuova scuola non riesce a trovare altri bulli o "cattivi ragazzi" con i quali fare gruppo. Alla fine, per fare in modo che la famiglia ritorni a vivere a Springfield, Bart riesce a far risorgere in Homer l'astio verso la squadra di football di Boston e verso la città stessa.
- Guest stars:  Bill Burr (Townie), Dana Gould (Murphy), Rachel Dratch (dottore), Mike Mitchell (fan della squadra sportiva di Boston), Doris Kearns Goodwin (sé stessa)
- Gag del divano:  assente
- Frase alla lavagna:  assente

## La paura fa novanta XXVII
- Sceneggiatura: Joel H. Cohen
- Regia: Steven Dean Moore
- Messa in onda originale: 16 ottobre 2016
- Messa in onda italiana: 31 ottobre 2017

L'episodio si apre con i Simpson che vanno a comprare un albero di natale proprio nel giorno di Halloween, ma vengono improvvisamente catturati da Telespalla Bob, aiutato questa volta da Kang e Kodos e dal fantasma di Frank Grimes, un impiegato della centrale nucleare apparso in un episodio dell'ottava stagione e morto impazzito per colpa di Homer. Tuttavia Maggie riesce ad avere la meglio decapitandoli uno a uno mentre questi sono distratti. L'unico che riesce a salvarsi è Frank Grimes, il quale, essendo un fantasma, non può essere ferito. Seguono successivamente una breve gag del divano ispirata al film Il pianeta delle scimmie e le tre storie che compongono la puntata:

### Dry Hard (Arido a morire)
Parodia di The Hunger Games e di Mad Max: Fury Road: Springfield rimane senza acqua sottratta dal signor Burns; quest'ultimo costringe i bambini di Springfield a un combattimento il cui premio è una nuotata nella diga piena di acqua. Lisa conosce Homer, il suo istruttore. Il giorno del combattimento è arrivato. Il primo a morire è Ralph, ucciso da una granata (fatta esplodere da se stesso); poi due ragazzi schiacciati dal peso di Homer, quest'ultimo ha intenzione di fermare la gara e riprendersi l'acqua. Lisa convince l'intera città ad aiutarli a distruggere la cupola dove i ragazzi stavano combattendo. Arrivati alla diga, Homer la fa esplodere, ma l'acqua non esce, finché non inizia a piovere. La scena cambia: si vede l'intera città che nuota nell'acqua e il corpo di Burns che galleggia. La scena cambia di nuovo: l'episodio finisce con Lisa che trema dal freddo invernale.

### BFF R.I.P (Amiche per sempre - Riposa in pace)
Mentre Lisa e Jenny giocano a nascondino, il taglia erba si accende e uccide Jenny.
Durante il funerale di quest'ultima, muoiono anche Sherry e Terry.
Lisa, scioccata dalla morte delle amiche, viene mandata da una psicologa. Quando quest'ultima dice "ora sono io la tua migliore amica" un quadro cade su di lei e la uccide. La polizia arriva a casa Simpson, accusando Lisa degli omicidi delle sue amiche e della psicologa. Lisa crede che la causa degli omicidi sia Rachel, l'amica immaginaria di Lisa che vuole vendicarsi perché quest'ultima l'aveva abbandonata.
Il giorno dopo Rachel uccide Milhouse sul pulmino della scuola davanti a Lisa. La polizia arresta Lisa e Rachel le dice che andrà a uccidere la madre. Bart fa evadere la sorella e insieme arrivano a casa, dove Rachel cerca di uccidere Marge con un ferro da stiro (prima voleva farlo con un coltello, ma palla di neve due se ne accorge a viene pugnalato al posto suo).
Homer affronta Rachel aiutato dal suo amico immaginario, che però esplode nel microonde.
Lisa con la sua immaginazione fa sparire Rachel.
L'episodio si conclude con Homer che mangia i resti del suo amico (che ha la sembianze di un hot dog) che gli dice che lui non può morire

### BohFinger
Parodia di Kingsman e Agente 007: missione Goldfinger.
Bart è inseguito da Secco, Spada e Patata che lo raggiungono fino alla taverna di Boe, che mette KO i bulli. Bart scopre quindi che Boe è una spia che lo convince ad addestrarlo. La prima missione di Bart è quella di uccidere Homer, che è un agente nemico. Accompagnato da Boe, Barney Gumble, Telespalla Mel e Willy arriva alla Torre di Homer che sta per inaugurare il suo progetto davanti a un intero pubblico. Quest'ultimo convince il pubblico ad attaccare gli agenti. La persona e gli agenti muoiono, tranne Bart. Questi dice ad Homer che non vuole ucciderlo, abbracciandolo però lo pugnala alla schiena. 
L'episodio si conclude con Bart che se ne va guardando i cadaveri delle persone.
- Guest stars:  Kelsey Grammer (Telespalla Bob), Maurice LaMarche (Robot Edonista), Sarah Silverman (Rachel), Drew Carey (se stesso), Donald Fagen (se stesso), Judith Owen (se stessa)
- Gag del divano: I Simpson hanno abiti primordiali e corrono impauriti tra la vegetazione rincorsi da... divani a cavallo. Finiscono in prigione, ma uno dei divani li salva e li porta sulla spiaggia (dove una statua invecchiata del Lard Lad Donuts indica che quella zona un tempo era Springfield). Homer stordisce il divano e ci si siede insieme alla famiglia come sempre. È una parodia del film Il pianeta delle scimmie.
- Frase alla lavagna:  assente
- Curiosità:  Questo è il seicentesimo episodio della serie.

## Fidati, ma chiarisci
- Sceneggiatura: Harry Shearer
- Regia: Michael Polcino
- Messa in onda originale: 23 ottobre 2016
- Messa in onda italiana: 12 ottobre 2017

Bart e Lisa decidono di indagare sulla produzione delle Krustaceans, delle caramelle entrate nel mercato e prodotte da Krusty il Clown. Nel frattempo Homer, invidioso di un dipendente della centrale nucleare che parla a malapena l'inglese e che ha ricevuto la promozione solo perché si veste meglio di lui, chiede a Marge di aiutarlo a trovare un abito adatto da vestire al lavoro in modo da raggiungere i suoi stessi risultati. Allo stesso tempo, Kent Brockman viene licenziato da Canale 6 per aver raccontato in onda storie false sulla sua carriera.
- Guest stars:  Dan Rather (se stesso)
- Gag del divano:  Homer viene costretto ad accompagnare i figli a vedere una mostra a un museo d'arte e inizia ad avere strane allucinazioni e vede tutti i cittadini di Springfield trasformarsi in quadri realizzati in forma astratta, compresi Bart e Lisa. Alla fine egli torna a casa e, dopo esserti ritrovato Maggie sul divano ed essersela immaginata come se fosse un dipinto, decide di trasformarsi anch'egli in un'opera d'arte, ma diventa senza successo un personaggio in stile fumetto.
- Frase alla lavagna:  Il primo episodio dei secondi 600

## Se sono amici fioriranno
- Sceneggiatura: Matt Selman
- Regia: Matthew Faughnan
- Messa in onda originale: 6 novembre 2016
- Messa in onda italiana: 13 ottobre 2017

Dopo essere stato scelto come allenatore nella squadra di lacrosse frequentata da Bart e Lisa, Homer si ritrova a dover sopportare le angherie di Kirk, il quale inizia a provare per lui sentimenti di amicizia.
- Guest stars:  assente
- Gag del divano:  assente
- Frase alla lavagna:  assente

## Folle weekend a L'Avana
- Sceneggiatura: Deb Lacusta, Peter Tilden, Dan Castellaneta
- Regia: Bob Anderson
- Messa in onda originale: 13 novembre 2016
- Messa in onda italiana: 16 ottobre 2017

Nonno Simpson sta soffrendo dei gravi problemi di salute e, siccome la Casa di Riposo di Springfield e l'Ospedale di Springfield non sono in grado di aiutarlo, la famiglia Simpson è costretta a portarlo nell'unico posto in cui si può ottenere una migliore assistenza sanitaria: L'Avana.
- Guest stars:  Stacy Keach (HK Duff), Deb Lacusta (Isabella)
- Gag del divano:  I Simpson sono vestiti da delle divinità pagane e scalano il Monte Olimpo, alla cui cima c'è il divano di casa.
- Frase alla lavagna:  Avere ragione è una ciuccelata
- Curiosità: La frase alla lavagna di questo episodio ha suscitato molte critiche riguardo alla sua traduzione in italiano da parte di varie testate giornalistiche italiane[4], in quanto, mentre la scritta originale riportava "Being right sucks', questi invece, hanno riportato una traduzione sbagliata ('Essere di destra fa schifo'), andando ad accusare la serie animata di fare propaganda nei confronti dell'appena eletto presidente degli Stati Uniti d'America, il magnate Donald Trump.

## A.A.A. Cercasi papà
- Sceneggiatura: Ryan Koh
- Regia: Steven Dean Moore
- Messa in onda originale: 20 novembre 2016
- Messa in onda italiana: 17 ottobre 2017

Homer viene a sapere grazie a Barney dell'esistenza di un app chiamata "Chore Monkey" che rende la vita degli utenti più facile permettendogli di pagare delle persone che si occuperanno dei loro impegni, lavori e commissioni. Così, dopo averla utilizzata più volte, Homer decide addirittura di chiamare Matt Leinart affinché si prenda cura di Bart quando non è in casa, ma successivamente inizia a provare gelosia non appena scopre dell'ottima relazione che si forma tra i due.
- Guest stars:  Matt Leinart (se stesso)
- Gag del divano:  I membri della famiglia Simpson muoiono in diversi incidenti durante la sigla: Homer finisce per essere soffocato da una barra di silicio che ha inghiottito accidentalmente, Lisa urta contro la porta dell'aula di musica mentre cammina suonando il sassofono e cade senza vita e Marge e Maggie rimangono vittime di un incidente stradale. Alla fine, così, l'unico che arriva a casa sano e salvo è Bart (con lo skateboard distrutto da Barney). Chiedendosi dove siano i suoi familiari, il ragazzo prende le loro foto, le posa sul divano di casa in cui si siede e guarda da solo la TV (che è posata sopra uno scatolone inclinato).
- Frase alla lavagna:  Guarderò seicento episodi senza chiudere occhio.

## L'ultimo eroe
- Sceneggiatura: Bill Odenkirk
- Regia: Bob Anderson
- Messa in onda originale: 4 dicembre 2016
- Messa in onda italiana: 18 ottobre 2017

Approfittandosi dell'assenza del Signor Burns alla centrale nucleare, Homer decide di passare il tempo a giocare a golf nel suo ufficio e con le sue mazze anziché lavorare. Tuttavia, proprio nel momento in cui sta per fare buca, il miliardario e Smithers arrivano e lo scoprono. Per lo spavento, Homer finisce per lanciare la pallina su un bottone che apre la botola sopra la quale stava giocando e cade rompendosi le braccia. Burns, temendo di essere citato in giudizio per l'incidente, decide di mandare Smithers a casa Simpson per convincere Homer a non denunciare la centrale, ma questi finisce per divenire amico di Marge. Frattanto Lisa si assume la responsabilità per la gestione del pulmino della scuola.
- Guest stars:   assente
- Gag del divano:  I Simpson sono tenuti sotto tiro con dei moschetti da dei soldati. La scena poi si trasforma subito nella "Fucilazione del 3 Maggio" , con i membri della famiglia al posto dei condannati, facendo urlare ad Homer "D'oh!"
- Frase alla lavagna:  assente

## Merry Krustmas
- Sceneggiatura: Jeff Westbrook
- Regia: Rob Oliver
- Messa in onda originale: 11 dicembre 2016
- Messa in onda italiana: 22 dicembre 2017

Sia il Reverendo Lovejoy che Krusty il Clown hanno una crisi esistenziale. Il Reverendo perde fedeli di domenica in domenica e viene esortato dal suo superiore a incrementare il suo gregge dandosi alla conversione di alcune "pecorelle smarrite" di Springfield. Krusty, ebreo, scopre di non essere un buon padre per la sua piccola Sophie, cristiana, che trascorre con lui le feste di Natale ed entra in crisi. La strada del Clown e quella del Reverendo s'incrociano. Krusty decide di convertirsi al cristianesimo ma proprio durante l'evento cruciale per la conversione, il battesimo, il clown viene spazzato via dalla corrente del fiume ed entra in una dimensione dove incontra suo padre defunto, il rabbino Hyman Krustofsky, il quale gli spiega che essere un buon padre non ha nulla a che vedere con la religione. Gli confida la regola numero uno per essere buoni genitori: mettere i figli prima di se stessi.
- Guest stars:  Natasha Lyonne (Sophie), Wayne Gretzky (se stesso), Jackie Mason (Rabbino Krustofsky)
- Gag del divano:  I Simpson di siedono sul divano vestiti come diversi personaggi tratti dal romanzo Canto di Natale di Charles Dickens, ma vengono improvvisamente disturbati dal Signor Burns, il quale, vestendo il ruolo di Ebenezer Scrooge, li fa scappare facendo liberare a Smithers i cani.
- Frase alla lavagna:  assente

## Un maiale per amico
- Sceneggiatura: Rob LaZebnik
- Regia: Matthew Nastuk
- Messa in onda originale: 8 gennaio 2017
- Messa in onda italiana: 19 ottobre 2017

Dopo aver letto un libro giapponese sulla ricerca del piacere, Marge decide di seguire un nuovo stile di vita costringendo la sua famiglia a disfarsi di qualsiasi cosa che non gli ha procurato felicità negli ultimi anni, ragione per cui Lisa dovrà separarsi dal suo sassofono ed Homer da Spider Pork (il maiale apparso anche nel film).
- Guest stars:  Joyce Carol Oates (se stessa), Michael York (Dr Lionel Bugdie)
- Gag del divano:  I Simpson appaiono in un adesivo attaccato a una sceneggiatura di una gag, la quale viene rappresentata accanto a dei gadget basati sulla serie. Una volta che i membri della famiglia si siedono sul divano, Bart chiede a Marge di comprargli una delle magliette esposte tra i gadget che costano un dollaro l'uno, ma lei rifiuta lo stesso.
- Frase alla lavagna:  assente

## Il grande Grassby - 1ª Parte
- Sceneggiatura: Dan Greaney
- Regia: Chris Clements
- Messa in onda originale: 15 gennaio 2017
- Messa in onda italiana: 20 ottobre 2017

Il Signor Burns viene truffato da un magnate, il produttore musicale Jay G, e cade in bancarotta.
- Guest stars: Kevin Michael Richardson (Jay G, doppiato in italiano da Andrea Lavagnino)
- Gag del divano: assente
- Frase alla lavagna: assente
- Curiosità: Il grande Grassby è il secondo episodio della serie a essere stato trasmesso in due parti (dopo Chi ha sparato al Signor Burns?) e il primo (per intero) ad avere una durata di ben 60 minuti.

## Il grande Grassby - 2ª Parte
- Sceneggiatura: Dan Greaney, Matt Selman
- Regia: Timothy Bailey
- Messa in onda originale: 15 gennaio 2017
- Messa in onda italiana: 23 ottobre 2017

Il Signor Burns decide di vendicarsi di Jay G facendosi aiutare dall'ex moglie di quest'ultimo, Praline, dal rapper Jazzy James e da Bart ed Homer.
- Guest stars: Kevin Michael Richardson (Jay G, doppiato in italiano da Andrea Lavagnino), Keegan-Michael Key (Jazzy James, doppiato in italiano da Gianluca Crisafi), Taraji P. Henson (Pralin, doppiata in italiano da Laura Lenghi), Snoop Dogg (sé stesso, doppiato in italiano da Daniele Raffaeli), RZA (sé stesso, doppiato in italiano da Guido Di Naccio), Common (sé stesso, doppiato in italiano da Luca Graziani), Charles Barkley (sé stesso)
- Gag del divano: assente
- Frase alla lavagna: assente

## Panzcarraldo
- Sceneggiatura: Michael Price
- Regia: Mark Kirkland
- Messa in onda originale: 12 febbraio 2017
- Messa in onda italiana: 24 ottobre 2017

Tutti i ristoranti della città di Springfield servono negli ultimi momenti solo cibi sani ed Homer, che vuole cibarsi di alimenti contenenti solo grassi, è costretto a cercarne uno alla sua altezza. Alla fine trova un vecchio rifornitore di hot dog poco frequentato e, dopo essersi rimpinzato la pancia fino all'alba, viene a sapere che veniva accompagnato lì dai genitori una volta alla settimana quando era bambino e che il proprietario ha deciso di ritirarsi. Così, pur di salvare la baracca di quest'ultimo, decide di prenderne il posto. Frattanto Lisa cerca di salvare la stazione radio della scuola.
- Guest stars:  Glenn Close (Mona Simpson), Kevin Michael Richardson (Deuce)
- Gag del divano:  I Simpson si siedono sul divano, ma non riescono a trovare Maggie. Allora Marge apre la cassaforte di famiglia (nascosta dietro il dipinto della barca appeso in salotto) e scopre che al suo interno vi è Maggie con tanti lingotti d'oro.
- Frase alla lavagna:   Siamo bravi a fare previsioni, come mio padre a scommettere su Atlanta

## Scacco matto
- Sceneggiatura: Ron Zimmerman
- Regia: Steven Dean Moore
- Messa in onda originale: 19 febbraio 2017
- Messa in onda italiana: 25 ottobre 2017

Dopo aver buttato via il cappello preferito di Lisa, Bart decide di nasconderle la verità per evitare che si arrabbi, ma finisce per essere preso da un senso di colpa che lo tormenta. Frattanto Homer diventa molto bravo a giocare a scacchi e, dopo aver vinto varie partite, diventa famoso e viene acclamato in tutta la città.
- Guest stars:  Magnus Carlsen (se stesso), Patton Oswalt (senso di colpa di Bart), Seth Green (nerd di Robot Chicken)
- Gag del divano:  Quando i membri della famiglia Simpson si siedono sul divano per interpretare la loro nuova gag, scoprono che il dipinto della barca a vela del salotto è scomparso. Così, Homer, pensando che il quadro sia stato rubato dagli attori di South Park e di The California Raisins (i cui set dove recitano si trovano di fronte al loro), decide di provvedere distruggendo tutto , ma non riuscendo a trovarlo. Alla fine scopre che è entrato in suo possesso un nerd, realizzato con la stessa grafica dello show Robot Chicken, che sostiene di averlo comprato da Bart. Subito Papà Simpson lo ruba senza farsi accorgere e torna nel suo set dove però scopre che la sua famiglia l'ha sostituito con uno nuovo.
- Frase alla lavagna:  assente

## Kampeggio Krusty II
- Sceneggiatura: David M. Stern
- Regia: Rob Oliver
- Messa in onda originale: 26 febbraio 2017
- Messa in onda italiana: 26 ottobre 2017

Quest'episodio si svolge subito dopo i fatti accaduti nella prima puntata della quarta stagione Kampeggio Krusty. Bart e Lisa rimangono traumatizzati a causa di un incidente avvenuto durante il campeggio, mentre Homer decide di smettere di fare sesso con Marge e diventa un lavoratore molto produttivo alla Centrale Nucleare.
- Guest stars:  Lizzy Caplan (Virginia Johnson), Kevin Michael Richardson (Barry White), Michael Sheen (William Masters)
- Gag del divano:  I Simpson giocano il pachinko davanti a una macchina, dalla quale tutti ricevono molte sfere tranne Homer. Questi si lamenta, ma, proprio nel momento in cui apre la bocca, ingoia una sfera uscita di scatto dalla macchina e viene soffocato.
- Frase alla lavagna:  Siamo l'unica casa dove c'è ancora l'albero di Natale

## 22 per 30
- Sceneggiatura: Joel H. Cohen
- Regia: Chris Clements
- Messa in onda originale: 12 marzo 2017
- Messa in onda italiana: 27 ottobre 2017

Parodia della serie di film 30 per 30 in cui Bart diventa una star del pallacanestro.
- Guest stars:  Stephen Curry (se stesso), Joe Mantegna (Tony Ciccione, doppiato in italiano da Roberto Draghetti), Earl Mann (Poppa Muntz, doppiato in italiano da Leslie James La Penna)
- Gag del divano:  La gag di questo episodio è animata da Bill Plympton e mostra i componenti della famiglia Simpson che disegnano se stessi.
- Frase alla lavagna:  assente

## L’orologio di un padre
- Sceneggiatura: Simon Rich
- Regia: Bob Anderson
- Messa in onda originale: 19 marzo 2017
- Messa in onda italiana: 30 ottobre 2017

Marge crede che Bart sia sulla via del fallimento e così decide di iscriversi a un parent training per ricevere consigli. Frattanto Homer apre un negozio di trofei.
- Guest stars:  Vanessa Bayer (Dr. Clarity Hoffman-Roth), Brian Posehn (Dumlee), Adam Silver (se stesso), Rob Riggle (Dr. Fenton Pooltoy)
- Gag del divano:  Al posto dei Simpson si siedono sul divano tutti i loro animali domestici (sia quelli del presente che quelli del passato).
- Frase alla lavagna:  Lo studio non è appropriazione della cultura nerd

## Professor Homer
- Sceneggiatura: Jeff Westbrook
- Regia: Lance Kramer
- Messa in onda originale: 2 aprile 2017
- Messa in onda italiana: 1º novembre 2017

Il Signor Burns decide di aprire un'università per guadagnare soldi assumendo Homer come insegnante.
- Guest stars:  Jason Alexander (Bourbon Verlander), Stan Lee (se stesso), Ken Jennings (nota - moderatore di Jeopardy! dal 2021, non l'attore, se stesso) , Robert McKee (se stesso), Suze Orman (se stessa), Neil deGrasse Tyson (se stesso), Kevin Michael Richardson (André)
- Gag del divano:  I membri della famiglia Simpson vestono i panni dei personaggi di X-Men. Homer interpreta il professor X, Marge, vestita inizialmente da Krusty, si trasforma in Mystica, Lisa veste i panni di Tempesta, Bart di Warren Worthington III e Maggie di Wolverine. Compare in scena anche Stan Lee che dice al pubblico: "Non c'è niente di così breve in cui io non possa fare un cameo".
- Frase alla lavagna:  assente

## Cercasi Mr. Goodbart
- Sceneggiatura: Carolyn Omine
- Regia: Michael Polcino
- Messa in onda originale: 30 aprile 2017
- Messa in onda italiana: 2 novembre 2017

Bart si ritrova costretto a passare il tempo con la madre del Preside Skinner, Agnes Skinner. Frattanto Homer e Lisa iniziano a giocare all'app Peekimon Get, parodia di Pokémon Go.
- Guest stars:  Jennifer Saunders (Phoebe)
- Gag del divano:  La gag di questo episodio è una parodia della sigla di The Big Bang Theory in cui vengono mostrate rapidamente delle scene tratte dagli episodi più famosi della serie . Dopo la carrellata di immagini compaiono i membri della famiglia Simpson che si siedono sul divano che misteriosamente sparisce.
- Frase alla lavagna: assente

## Boho House
- Sceneggiatura: Jeff Martin
- Regia: Matthew Nastuk
- Messa in onda originale: 7 maggio 2017
- Messa in onda italiana: 3 novembre 2017

Un vecchio amico del collegio del Signor Burns, Nigel, fa con lui una scommessa volta a rompere la relazione tra Homer e Marge. Il miliardario accetta e, per arrivare a ciò, dona a Boe i fondi per costruire un nuovo bar raffinato: il Boho House, in modo da poter far colpo su Marge così da separare la coppia. Il piano ha effettivamente successo e Marge comincia ad innamorarsi di Boe, tuttavia questo decide di non tradire l'amico e li fa riconciliare, nonostante stesse riuscendo a concludere qualcosa con lei.
- Guest stars:  Michael York (Nigel), Valerie Harper (Mrs. Butterworth), Kevin Michael Richardson (Stogie)
- Gag del divano:  Le teste dei membri della famiglia Simpson sono dei busti lavorati in ceramica appoggiati su uno scaffale.
- Frase alla lavagna: assente

## Una città da cane
- Sceneggiatura: J. Stewart Burns
- Regia: Steven Dean Moore
- Messa in onda originale: 21 maggio 2017
- Messa in onda italiana: 6 novembre 2017

Mentre sta tornando a casa con la sua auto, Homer finisce in un vicolo cieco e non riesce a frenare. La vettura è diretta verso il cane dei Simpson o contro Gil Gunderson (il quale si trova anch'egli in quel vicolo e sta mangiando dell'immondizia) e Papà Simpson, che non vuole colpire un animale innocente e tenero come quello, riesce a cambiare la marcia. Tuttavia investe Gil ferendolo al collo e viene citato da lui in giudizio, ma la corte respinge il caso dato che Homer ha salvato la vita al cane. In seguito all'incidente il Sindaco Quimby decide di emanare delle leggi a favore dei cani, considerati dalla corte gli animali migliori degli esseri umani, che vietano di rinchiuderli in un canile o persino di sottoporli a delle visite mediche.
- Guest stars:  Kevin Michael Richardson (se stesso), Michael York (Dr. Budgie)
- Gag del divano:  I Simpson stanno scalando una montagna ghiacciata assieme a degli sherpa che trasportano una TV e il divano. Uno di questi sviene e viene portato via. Dopodiché i Simpson riescono a raggiungere la cima e si siedono sul divano ma finiscono per congelarsi. Alla fine arriva Maggie che colpisce la famiglia con un picchetto riducendola in pezzi di ghiaccio.
- Frase alla lavagna:  Grazie per i tuoi fantastici 28 anni... Taylor Swift